# Đàn thối
Đàn thối (彈腿; bính âm: dàn tuǐ) hay Đàm thối (譚腿; bính âm: tán tuǐ) hay Đàm/đàn thoái quyền (được dịch nghĩa tiếng Anh là "springing legs"), là căn bản võ thuật của miền Bắc Trung Hoa thịnh hành ở lưu vực sông Hoàng Hà.